# Узбекнефтегаз
АО «Uzbekneftegaz» (рус. Узбекнефтегаз), (узб. Oʻzbekneftgaz) — узбекское акционерное общество, занимающаяся геологоразведкой, добычей, транспортировкой, хранением, переработкой и реализацией нефти и газа. Крупнейшая государственная компания в Узбекистане. Полное фирменное название — «акционерное общество „Узбекнефтегаз“». Штаб-квартира компании находится в Ташкенте.

## История

### История нефтегазовой отрасли
- Начало нефте-разрабатывающей отрасли на территории современного Узбекистана было положено Д. П. Петровым в 1885 году. Он организовал добычу нефти из двух источников (колодцев), неподалёку от посёлка Чимион в Ферганской долине[3][4]. Начиная с 1900 года в этой районе началась серьёзная добыча нефти, и уже в 1904 году была выпущена фонтанирующая нефть с глубины свыше 270 метров[3][4]
- В 1906 году в Ферганской долине под руководством инженера путей сообщения А. Н. Ковалевского был построен Ванновский нефтеперегонный завод (ВНПЗ), который состоял из двухкубовой установки, периодического действия. Главными продуктами производства завода были осветительный керосин и отопительный мазут. Производство бензина началось в 1915—1916 годах, когда в Туркестанском крае появились первые машины с двигателем внутреннего сгорания.[3][4][5]. Был налажен экспорт нефтепродуктов в Китай и в Афганистан железнодорожным и вьючным путём.[3][4]
- В 1907 году нефтеперегонный завод был куплен Товариществом братьев Нобель, которые начали поэтапную реконструкцию завода. В 1908 году ввели в строй нефтепровод «Чимион — Ванновская», был построен резервуарный парк.
- В 1940 году на заводе была оборудована лаборатория, цех контрольно-измерительных приборов (КИП), повысилось качество технологического процесса. Построены подъездные железнодорожными пути и пропарочная станция для подготовки цистерн и транспортировки готовой продукции.
- Завод переименован в Алты-Арыкский нефтеперерабатывающий завод (АНПЗ)
- 27 января 1959 года принято считать днем рождения Ферганского нефтеперерабатывающего завода. АНПЗ стал подразделением Ферганского НПЗ. Объёмы производства достигли 176 тыс. тонн нефтепродуктов в год.[3][4][6][7]
- В 1953 году добыт первый газ на месторождении Сеталан-тепе в Кызыл-Кумской пустыне.
- В 1972 году закончено строительство одного из крупнейших в мире Мубарекского газоперерабатывающего завода в Кашкадарьинской области.[3][4]
- В 1980 году был построен завод в Шуртане.

### 1991 г. — настоящее время
В 1992 году, после обретения независимости Узбекистаном, указом президента Республики Узбекистан были определены задачи для нефтеперерабатывающей отрасли, такие как «увеличение добычи нефти и газа», «улучшение технологический процессов по переработке нефти и газа», «повышение запасов углеводородов, особенно жидких».
- В 1992 году 3 мая был подписан указ президента Каримова И. А. "Об образовании Узбекского государственного концерна нефтяной и газовой промышленности «Узбекнефтегаз»,[8][9] а 23 декабря того же года вышел указ президента "О преобразовании Узбекского государственного концерна нефтяной и газовой промышленности в Национальную корпорацию нефтяной и газовой промышленности «Узбекнефтегаз».[3][4]
- В 1998 года 11 декабря Президентом Узбекистана был подписан указ "О преобразовании Национальной корпорации нефтяной и газовой промышленности «Узбекнефтегаз» в Национальную холдинговую компанию «Узбекнефтегаз».[10] В том же году вступило в силу постановление Кабинета Министров Республики Узбекистан № 523 "Об организации и деятельности Национальной холдинговой компании «Узбекнефтегаз»[11][12]. В 1998 году были образованы Акционерные компании «Узтрансгаз», «Узбекнефтемахсулот», «Узнефтегазмаш».[3][4]

## Объекты компании

### Бухарский нефтеперерабатывающий завод
- В 1997 году начал работу Бухарский нефтеперерабатывающий завод совместно с компаниями «Текнип» (Франция), «Марубени», «Джей Джи-Си» (Япония).[13]

### Ходжиабадскоеподземное хранилище газа
- В 1999 году начали использовать Ходжаабадское подземное хранилище газа совместно с компанией «BSI Индастриез» (США) с использованием компрессоров компании «Дрессер-Ренд» (США).[3][4][14]

### Шуртанский газохимический комплекс
- Строительство Шуртанского газохимического комплекса было закончено в 2001 году с помощью компаний «АББ Луммус Глобал» (США), «Нишо Иваи» (Япония), «АББ Соими» (Италия).[15][16]

### ДКС Шуртан
- Реализация проекта по строительству дожимной компрессорной станции совместно с инжиниринговой компаний «Бейтман» (Израиль) на месторождении Шуртан была закончена в 2003 году[17][18]

### ГНКС Кокдумалак
- Компрессорная станция с агрегатами компании «Дрессер-Ренд» (США) на месторождении Кокдумалак был построен и введён в эксплуатацию в 1997 году. Осуществление этого проекта было важным шагом для республики в развитии нефтегазовой сферы Республики Узбекистан. После реализации этого проекта с иностранными компания «Келлогг» (США), «Нишо Иваи» (Япония), начаты работы по привлечению иностранных инвестиций.[19][20]

### Ферганский НПЗ
В 2000 году была осуществлена реконструкция Ферганского нефтеперерабатывающего завода для того, чтобы увеличить выпуск качественных нефтепродуктов совместно с компаниями «Мицуи» (Япония) и «Тоё инжиниринг» (Япония).

## Проекты
НХК «Uzbekneftegaz» сотрудничает с российскими компаниями «Лукойл», «Газпром». Является официальным спонсором нескольких вузов, таких как Университет Инха в Ташкенте, РГУ нефти и газа им. И. М. Губкина в Ташкенте.

### Соглашение о разделе продукции
- В 2004 году между Узбекистаном, обществом инвесторов компании Лукойл и НХК «Узбекнефтегаз» было подписано соглашение о разделе продукции(СРП) на участках Кандымской группы месторождений, на участках Хаузак и Шады, а также крупный проект Кунградского участка сроком 35 лет[24][25].

### Сотрудничество с Gazprom
- В конце 2002 года было подписано соглашение между ОАО «Газпром» и НХК «Узбекнефтегаз» о стратегическом сотрудничестве[26][27].
- Осуществление этих проектов дало возможность для компании Gazprom вывести из консервации и освоение оставшихся запасов газа на месторождении Шахпахты, а также начать дальнейшее развитие своей деятельности в нефтегазовом секторе Республики Узбекистан[3][28], соглашением «Доразработка месторождения Шахпахты» подписанным 14 апреля 2014 года между СРП между НХК «Узбекнефтегаз» и обществом в составе ЗАО «Зарубежнефтегаз», ОАО «Газпром» и «Gas Project Development Central Asia AG» (Швейцария)[29][30].

### Консорциум инвесторов по Аральскому проекту
- По постановлению Президента Республики Узбекистан от 30 августа 2006 года «О проведении геологического изучения узбекской части Аральского моря с последующей разработкой вновь открываемых месторождений углеводородов на условиях Соглашения о разделе продукции», подписанием «Соглашение о разделе продукции в отношении узбекской части Аральского моря» между Республикой Узбекистан и Консорциумом инвесторов в составе CNPC (КНР), KNOC(Корея), LUKOILOverseasHoldingLtd (РФ), PETRONASCarigaliOverseasSDNBHD (Малайзия) и НХК «Узбекнефтегаз», которое вступило в силу 30 января 2007 года[31][32].

### Проект OLTINYO’L GTL
Проект нацелен на производство синтетического жидкого топлива на базе очищенного метана Шуртанского ГХК. Общая стоимость проекта составила $3422 млн. По данным компании среднегодовая мощность проекта составляет 863 тыс. тонн дизельного топлива, 304 тыс. тонн керосина, 393 тыс. тонн нафты, 11 тыс. тонн сжиженного газа. Этот проект осуществляется совместно с компанией «Сасол» (ЮАР) и «Петронас» (Малайзия).

### Строительство газохимического комплекса на УДП Мубарекский ГПЗ
Стоимость этого проекта оценивается в $ 2 млрд, а планируемая мощность производства составляет 492 тыс. полиэтилена, 66 тыс. тон газового конденсата и 53 тыс. тонн пиробензина. Во время визита Каримова И. А. в Китай 19-20 было подписано соглашение о объединённой реализации проекта строительства газохимического комплекса на «Мубарекский ГПЗ».

## Председатели Правления
- 1998—2000 — Зайнутдинов, Ибрат Анварович
- 2001-2002 — Сайдахмедов, Игамберди Мухтарович
- 2002—2002 — Мажитов, Шавкат Халметович[37]
- 2002—2006 — Азизов, Абдусалом Абдумавлонович
- 2006—2008 — Ахмедов, Нурмухаммед Ахмедович
- 2008—2010 — Назаров, Улугбек Султанович
- 2010—2015 — Файзуллаев, Шокир Насибуллаевич
- 2015—2018 — Султанов, Алишер Саидаббасович
- 2018—2019 — Ашрафханов, Бахром Баходырович
- 2019—2020 — Сидиков, Баходир Бахромович[38][39]
- 2020—2023 — Абдуллаев Мехриддин Раззокович[40][41]
- с 2023 — Сидиков, Баходир Бахромович